# Варжен-Гранді-Пауліста
Варжен-Гранді-Пауліста (порт. Vargem Grande Paulista) — місто і муніципалітет бразильського штату Сан-Паулу. Складова частина міської агломерації Великий Сан-Паулу, однойменного мезорегіону та економіко-статистичного мікрорегіону Ітапесеріка-да-Серра. Населення становить 43 тис. чоловік (2008 рік, IBGE), муніципалітет займає площу 33 км².
| Бразилія | Це незавершена стаття з географії Бразилії. Ви можете допомогти проєкту, виправивши або дописавши її. |